# 哈氏南鰍
哈氏南鰍（學名：Schistura khamtanhi）為輻鰭魚綱鯉形目條鰍科南鰍屬的其中一種。分布於亞洲寮國Xe Kong與Khone瀑布流域，本魚體扁長形，身體有8-10條深褐色帶有規則或不規則橫帶比間隙寬,邊緣比中央顏色更深，尾鰭基底有一狹窄的黑色橫帶，基部有灰色條紋，鰭條有黑色斑點，腹鰭, 臀鰭與尾鰭紅色至橘色，體長可達6.1公分，棲息在流動快速的河川底層水域，生活習性不明。

## 扩展阅读
維基物種上的相關：哈氏南鰍